# 广化县
广化县，中国古代县名。
三国孙吴孙皓初年置广化县，为高兴郡治所。治所在今广东省阳江市阳西县东北。晋朝沿置，南朝宋为宋康郡治所。南齐、南梁、南陈沿置，隋文帝开皇十年（590年）改为宋康县。
北魏正光年间置广化县，为广化郡治所。治所即今甘肃省徽县西北银杏树乡。西魏、北周沿置，隋文帝开皇三年（583年）废除广化郡，广化县属凤州。仁寿元年（601年）改广化县为河池县。